# 波音國防太空安全
波音國防太空安全（英語：Boeing Defense, Space & Security, BDS）是波音公司位於維吉尼亞州阿靈頓的一個部門，負責國防與航空航天產品與服務，舊稱為波音綜合防禦系統（Boeing Integrated Defense Systems, Boeing IDS）。
波音綜合防禦系統成立於2002年，由前“軍用飛機和導彈系統”以及“太空與通信”兩個部門組成。波音國防太空安全部門使波音公司成為全球第二大國防承包商，並在2011年占公司收入的45％。

## 历史
波音公司的國防太空安全部门总部位于密苏里州伯克利市圣路易斯北部郊区圣路易斯兰伯特国际机场以北的大圣路易斯，直到2017年1月，高层管理人员和技术支持人员搬到了弗吉尼亚州的阿灵顿。在附近的密苏里州社区也有重要行动，例如Hazelwood和St. Charles。截至2018年，它仍然是大圣路易斯最大的雇主之一，拥有13,707名本地雇员。
波音國防太空安全的其他主要地点在加利福尼亚州和华盛顿州。由于前麦克唐纳·道格拉斯驻地的空间和飞机计划的作用，以及地区政界人士的两党支持，波音选择在圣路易斯地区设置国防系统办公室。
2020年10月26日，中華人民共和國外交部宣佈，因為參與對台灣出售武器，對包括波音國防太空安全在內的美國國防企業實施制裁。
2022年9月17日，中華人民共和國外交部宣佈，因為參與對台灣出售武器，對波音國防太空安全總裁狄奧多·荷伯（英語：Theodore Colbert III）實施制裁。
2024年5月20日，中华人民共和国商务部公告称，为维护国家主权、安全和发展利益，根据《中华人民共和国对外贸易法》《中华人民共和国国家安全法》等有关法律，不可靠实体清单工作机制依据《不可靠实体清单规定》第二条、第八条和第十条等有关规定，决定将波音防务、空间与安全集团列入不可靠实体清单，并采取以下处理措施：（一）禁止上述企业从事与中国有关的进出口活动；（二）禁止上述企业在中国境内新增投资；（三）禁止上述企业高级管理人员入境；（四）不批准并取消上述企业高级管理人员在中国境内工作许可、停留或者居留资格。（五）对上述企业处以罚款，金额为《不可靠实体清单规定》实施以来对台军售合同金额的两倍。上述企业应当自公告公布之日起15日内，按照相关法律法规办理缴款。若逾期不履行本决定，不可靠实体清单工作机制将依法采取加处罚款等措施。
2025年1月2日，中国商务部发布公告，声称依据中国《出口管制法》和《两用物项出口管制条例》等法律法规有关规定，决定将波音国防太空安全等28家美国实体列入出口管制管控名单。

## 外部連結
- Boeing Defense, Space & Security official site （页面存档备份，存于）
- Boeing Defense, Space & Security - About BDS （页面存档备份，存于）